# سارة ماثيو
سارة ماثيو (بالإنجليزية: Sarah Mathew)‏ هي كاتبة يوميات نيوزيلندية، ولدت في 1805، وتوفيت في 14 ديسمبر 1890 في Tonbridge ‏ في المملكة المتحدة.